# Gobiobotia kolleri
Gobiobotia kolleri är en fiskart som beskrevs av Banarescu och Nalbant, 1966. Gobiobotia kolleri ingår i släktet Gobiobotia och familjen karpfiskar. IUCN kategoriserar arten globalt som otillräckligt studerad. Inga underarter finns listade i Catalogue of Life.